# Кумир (жребец)
Кумир (около 1941 – около 1948) е сив кон, живял по време на съветската епоха и Втората световна война. Именно на него маршала на Съветския съюз Георгий Жуков председателства Парада на победата в Москва през 1945 г. на Червения площад, първият от поредицата паради в чест на съветската победа във войната.
Роден е през 1941 година в Терския конезавод, където се развъждат кръстоски на арабска и кабардинска порода. Един от първите паради, в които участва, е парадът на Октомврийската революция на 7 ноември 1941 г..

## Парад на победата
Идеята за яздене на кон на първия парад на победата е на маршал Йосиф Сталин. Той също така е наредил това да бъде бял кон, което е уникален случай в историята на съветските военни паради. Преди това той е порицал маршал Семьон Будьони за факта, че различни маршали са домакини на паради на Червения площад на един и същ кон. Търсенето на коне е започнало първо в конюшнята на Народния комисариат на отбраната на Съветския съюз. В крайна сметка Идол е избран след търсене в дивизията „Дзержински“. Търсят кон из цялата страна близо седмица, преди да се спрат на Идол. Жуков веднага започва да го язди, репетирайки с него цял месец преди парада.  
Точно в десет часа сутринта на 24 юни, с първия удар на часовника на Московския Кремъл, маршал Жуков излиза на коня Идол от портите на Спаската кула. Той е придружен, също на бял кон на име Целебес, от адютанта полковник Пьотър Зеленски. Те се отправят към централната част на площада пред Мавзолея на Ленин, където маршал Константин Рокосовски, на коня си на име Поляк и придружен от адютанта си на кон на име Орле, дава официалния доклад. След като приключва с инспекцията, Жуков бързо слиза от коня и потупвайки коня си по врата, отива до подиума на мавзолея на Ленин.

## След парада
След церемонията, в нощта на 24 юни, Жуков отива в Берлин, за да възобнови командването си. След парада Идол е изпратен обратно в кавалерийския полк на НКВД. След три години на Будьони е наредено да намери кон за парада по случай Международния ден на труда през 1948 г. По това време се съобщава, че Идол е починал.

## Наследство
Потомък на Идол (с майор Пиги Байрамдурдиев като ездач), предвождащ батальона на почетната гвардия на Туркменистан по време на парада за Деня на победата в Москва през 2010 г.
Статуя на Жуков на параден кон се намира близо до Държавния исторически музей на площад „Манежная“. Първоначално е имало дебат за това къде да се постави статуята, като мнозина са казвали, че тя трябва да бъде разположена на мястото на парада на Червения площад. Скулпторът и архитектът са съответно Вячеслав Кликов и Й. Григорьов.
По време на парада за Деня на победата в Москва през 2010 г., контингентът от Туркменистан, по искане на правителството на Туркменистан, е воден от офицер, яздещ кон, като конят е потомък на Идол. Това обаче е предизвикало много негативни реакции, особено от историци и участници в парада, които са забелязали значителна разлика в породите. По-късно конят ще се появи отново на централния площад на Ашхабад през октомври същата година, като е първият, който се появява на парада за Деня на независимостта на Туркменистан.
На 24 юни 2020 г., по време на Парада на победата в столицата на Южна Осетия Цхинвали, конният отбор от Граничната администрация на руската ФСБ взима участие за първи път в историята, като конните редици са водени от граничен служител на жребец на име Брилянт, пряк потомък на Идол, според местните власти.